# Со-ле-Ретель
Со-ле-Рете́ль (фр. Sault-lès-Rethel) — коммуна во Франции, находится в регионе Шампань — Арденны. Департамент — Арденны. Входит в состав кантона Ретель. Округ коммуны — Ретель.
Код INSEE коммуны — 08403.
Коммуна расположена приблизительно в 165 км к северо-востоку от Парижа, в 60 км севернее Шалон-ан-Шампани, в 40 км к юго-западу от Шарлевиль-Мезьера.
Первые упоминания о городе появились в текстах 1243—1254 годов (под названием altare Celtus). Название происходит от галльского личного имени Celtus.

## Население
Население коммуны на 2008 год составляло 1879 человек.
| 1962 | 1968 | 1975 | 1982 | 1990 | 1999 | 2008 |
| ---- | ---- | ---- | ---- | ---- | ---- | ---- |
| 1254 | 1599 | 2018 | 2116 | 2067 | 1919 | 1879 |

## Экономика
В 2007 году среди 1197 человек в трудоспособном возрасте (15—64 лет) 817 были экономически активными, 380 — неактивными (показатель активности — 68,3 %, в 1999 году было 65,4 %). Из 817 активных работали 693 человека (403 мужчины и 290 женщин), безработных было 124 (55 мужчин и 69 женщин). Среди 380 неактивных 114 человек были учениками или студентами, 139 — пенсионерами, 127 были неактивными по другим причинам.